# 徐鳴臯
徐鳴皋（16世紀—17世紀），字環中，南直隸蘇州府太倉州人，明朝政治人物。

## 生平
徐鳴皋年輕時已獲張振之看重，是萬曆二十二年（1594年）甲午科應天鄉試第九十六名舉人，謁見顧憲成學習理學，四十七年（1619年）任青陽教諭，重建當地文廟，訓誨諸生說：「人們經常祝福他人中舉，我卻希望諸生能成為聖賢，科第由天，聖賢由我。」諸生都佩服其教導，陞南京國子監學正、博士，天啟年間陞臨江府同知，任內有治績，因病辭官。
他為人敦厚篤實，學問與東林黨人同道，但不願意被標籤為黨人。家中貧窮得無法辦理飲食，卻不介意默坐一室編集著述，逝世前全數授與門生郎星緯，對方死於兵亂，其作品因而散失。

## 引用
1. 1 2  民國《太倉州志·卷十九·人物三》：徐鳴皋，字環中，幼為張振之所知，中萬厯二十二年舉人，謁顧憲成叩程門宗旨，後為青陽教諭，訓諸生曰：「恆言必祝人科第，我則願諸生為聖賢，科第由天，聖賢由我。」諸生服其教。遷南京國子監博士，陞江西臨安同知有治績，以疾去官。鳴皋內行敦篤，其學與東林稱同道，然不欲緣之標榜；家貧至不能具朝餔，不介意默坐一室編摩論列，著述甚多，臨歿授門人郎星緯，星緯死於兵，書遂亡。
2. ↑  光緒《青陽縣志》·卷二：教諭……徐鳴皋 太倉州人，由舉人萬厯四十七年任，重建文廟有功，陞南京國子監學正